# テン・リトル・インディアンズ
テン・リトル・インディアンズ（Ten Little Indians）は、英語圏で広く親しまれている民謡。マザー・グースのひとつとして知られる。

## 概要
題名は10人のインディアンの子供という意味で、日本では「10人のインディアン」という曲名で知られている。フォークダンスの曲としても用いられる。
1868年にアメリカの作曲家セプティマス・ウィナー（Septimus Winner）により、"Ten Little Injuns"というタイトルでミンストレル・ショー向けに作詞・作曲された。
翌1869年にはイギリスの作詞家フランク・J・グリーンによって翻案され、"Ten Little Nigger Boys"として有名となったが、Niggerという差別的な単語を含むため、1940年代以降は"Ten Little Indians（あるいはSoldier Boys）"と改められるようになった。
さらに、"Ten Little Candies"（10個のキャンディ）や"Ten Little Pumpkins"（10個のカボチャ）などの替え歌も作られている。
また、10人の少年たちが事故などで順にいなくなり、残された最後の一人も自殺するという残酷で冷笑的な歌詞であったことから、現在は大きく改変・簡略化されたバージョンのみが童謡として伝えられ、原曲が公の場で歌われることはほとんどない。

## 歌詞
当初の歌詞は以下の通りである。
"Ten Little Indians"：セプティマス・ウィナー版1868年
| Ten little Indians standin' in a line One toddled home and then there were nine. Nine little Indians swingin' on a gate One tumbled off and then there were eight. One little, two little, three little four little, five little Indians boys. Six little, seven little, eight little nine little, ten little Indians boys.             | 10人のインディアンの子が並んでいた 一人が家に帰って9人になった 9人のインディアンの子が門でブランコしていた 一人が落っこちて8人になった 1人、2人、3人 4人、5人のインディアンの子 6人、7人、8人 9人、10人のインディアンの子   |
| Eight little Indians gayest under heav'n One went to sleep and then there were seven. Seven little Indians cuttin' up their tricks One broke his neck and then there were six. One little, two little, three little four little, five little Indians boys. Six little, seven little, eight little nine little, ten little Indians boys. | 8人のインディアンの子が楽しそうにしていた 一人眠って7人になった 7人のインディアンの子がいたずらしてた 一人が首の骨を折って6人になった 1人、2人、3人 4人、5人のインディアンの子 6人、7人、8人 9人、10人のインディアンの子    |
| Six little Indians all alive One kicked the bucket and then there were five. Five little Indians on a cellar door One tumbled in and then there were four. One little, two little, three little four little, five little Indians boys. Six little, seven little, eight little nine little, ten little Indians boys.                     | 6人のインディアンの子が飛び跳ねていた 一人がくたばって5人になった 5人のインディアンの子が穴蔵の入り口にいた 一人落っこちて4人になった 1人、2人、3人 4人、5人のインディアンの子 6人、7人、8人 9人、10人のインディアンの子    |
| Four little Indians up on a spree One got fuddled and then there were three. Three little Indians out on a canoe One tumbled overboard and then there were two. One little, two little, three little four little, five little Indians boys. Six little, seven little, eight little nine little, ten little Indians boys.                | 4人のインディアンの子が酔っ払っていた 一人が酔いつぶれて3人になった 3人のインディアンの子がカヌーに乗った 一人が水に落ちて2人になった 1人、2人、3人 4人、5人のインディアンの子 6人、7人、8人 9人、10人のインディアンの子    |
| Two little Indians foolin' with a gun One shot t'other and then there was one. One little Indians livin' all alone He got married and then there were none One little, two little, three little four little, five little Indians boys. Six little, seven little, eight little nine little, ten little Indians boys.                     | 2人のインディアンの子が銃にいたずらしてた 一人が撃たれて1人になった 1人のインディアンの子は寂しくなった その子は結婚して誰もいなくなった 1人、2人、3人 4人、5人のインディアンの子 6人、7人、8人 9人、10人のインディアンの子 |

"Ten Little Nigger Boys"：フランク・J・グリーン翻訳版1869年
| Ten little Nigger boys went out to dine; One choked his little self and then there were nine.     | 10人の黒人の少年が食事に出かけた 一人がのどを詰まらせて、9人になった        |
| Nine little Nigger boys sat up very late; One overslept himself and then there were eight.        | 9人の黒人の少年がおそくまで起きていた 一人が寝過ごして、8人になった         |
| Eight little Nigger boys travelling in Devon; One said he'd stay there and then there were seven. | 8人の黒人の少年がデヴォンを旅していた 一人がそこに残って7人になった         |
| Seven little Nigger boys chopping up sticks; One chopped himself in half and then there were six. | 7人の黒人の少年が薪を割っていた 一人が自分を真っ二つに割って、6人になった   |
| Six little Nigger boys playing with a hive; A bumblebee stung one and then there were five.       | 6人の黒人の少年が蜂の巣にいたずらしていた 蜂が一人を刺して、5人になった     |
| Five little Nigger boys going in for law; One got in Chancery and then there were four.           | 5人の黒人の少年が訴訟を起こした 一人が裁判所にいって、4人になった。         |
| Four little Nigger boys going out to sea, A red herring swallowed one and then there were three.  | 4人の黒人の少年が海に出かけた 一人が燻製のニシンに飲まれ、3人になった。     |
| Three little Nigger boys walking in the zoo; A big bear hugged one and then there were two.       | 3人の黒人の少年が動物園を歩いていた。 大熊が一人を抱きしめ、2人になった。   |
| Two Little Nigger boys sitting in the sun; One got frizzled up and then there was one.            | 2人の黒人の少年が日向に座った 一人が陽に焼かれ、1人になった。               |
| One little Nigger boy living all alone; He got married, and then there were none.                 | 1人の黒人の少年は1人ぼっちで暮らしていた 彼が結婚し、そして誰もいなくなった |

上述の理由により、原曲である"Ten Little Injuns"や"Ten Little Nigger Boys"とは歌詞もメロディも現在は異なる。現在一般的に歌われている歌詞は以下の通りだが、このバージョンであっても差別的であるとして嫌忌する人は少なくない。

One little, two little, three little Indians

Four little, five little, six little Indians

Seven little, eight little, nine little Indians

Ten little Indian boys.

Ten little, nine little, eight little Indians

Seven little, six little, five little Indians

Four little, three little, two little Indians

One little Indian boy.
2008年に日本コロムビアから発売されたアルバム『ドラえもんのうたってあそぼう放送局!! えいごのうたであそぼう』に、"Ten Little Minidoras"（10人のミニドラ）という英語の替え歌が収録された。作詞はわだことみ。

### 日本語詞
日本では高田三九三による訳詞が有名である。
草思社から出版された『マザーグースのうた　第2集　ばらのはなわをつくろうよ』には谷川俊太郎訳による「十にんのニグロのこども ごはんをたべにいく」が収録されている。
東芝レコードから発売された『舞踊劇「眠りの森の王女さま」』（TS-4093）には、横山健の作詞、若草児童合唱団の歌による「10人のインディアン」が収録されている。
また、「10人のよい子」、「ミックスジュース」、「ふしぎなゆび」、「バスははしる」（志摩桂の作詞）、「海にいったよ」、「山にいったよ」、「やってきたサンタさん」（以上の3曲は阿部直美の作詞）などの替え歌が作られている。平成期には、原曲にメロディを追加した「1ぽんと1ぽんで（いっぽんといっぽんで）」、「ピクニック」といった替え歌も広まった。また、原曲の一部のメロディを差し替えた「奈良の大仏さん」という替え歌もある。
その他の替え歌には、「インディアン」を、キヨノサチコ原作の児童向け絵本『ノンタン』シリーズの主人公の名前に置き換えた「10人のノンタン」（作詞：キヨノサチコ）がある。「10人のノンタン」が収録されているメディアには、DVD『げんきげんきノンタン〜でかでかありがとう〜』、CD『赤ちゃん版 おはなしノンタン はみがき はーみー』がある。